# Paco les mains rouges
Paco les mains rouges est une série de bande dessinée historique dessinée par Éric Sagot et écrite par Fabien Vehlmann, dont le premier tome est sorti le 5 septembre 2013 et le second le 6 octobre 2017.

## Synopsis
Dans les années 1930, le premier tome se concentre sur le personnage de Patrick Comasson surnommé Paco, un instituteur envoyé au bagne à Cayenne à la suite d'un crime dont la teneur n'est pas révélée au lecteur. Pendant la traversée de l'océan Atlantique, il fait connaissance avec un autre homme, Armand surnommé La Bouzille, qui lui tatoue le dos. D'apparence plutôt inoffensif, son obsession est d'apparaître suffisamment dur et solide pour ne pas se faire écraser par les autres condamnés, mais cela ne suffira pas à lui éviter l'attention d'un trio embarqué en Algérie.

## Analyse
Le dessinateur Éric Sagot a effectué plusieurs séjours en Guyane. Fabien Vehlmann explique que « cette histoire est née d'une envie d’Éric, qui avait un projet autour du bagne. (...) C'est en lisant Michel Foucault, notamment autour de la question de l'homosexualité, que j'ai pensé à un angle plus romanesque. Qui aborde la relation amoureuse entre deux hommes exilés à Cayenne. Il faut savoir qu'à l'époque, 70 % de la population du bagne avaient une relation que l'on considèrerait aujourd'hui comme homosexuelle. Cela était toléré, au point qu'un couple « déclaré » pouvait éviter la séparation géographique. Mais l'administration pénitentiaire accordait une grande importance au rôle actif ou passif des partenaires : l'actif était encore considéré comme un homme, tandis que le passif était traité comme un sous-prisonnier. ».
Au-delà du thème de l'homosexualité, les auteurs exposent les difficultés de vie pour les prisonniers et ce même à l'issue de leur peine car ils étaient à l'époque obligés de rester sur place pour une durée au moins égale à celle de leur peine initiale. Cela était d'autant plus difficile de survivre sans argent, les bagnards étaient de surcroit une concurrence gratuite vis-à-vis de la main d’œuvre proposée par les ex-bagnards vivants toujours sur place. Sur le même thème, cette bande dessinée est publiée 90 ans après Au bagne d'Albert Londres décrivant les conditions de vie de l'époque.

## Publications en français

### Albums
1. « La Grande Terre », éditions Dargaud, publié le 5 septembre 2013,  (ISBN 978-2205068122)[2].
2. « Tome 2 », éditions Dargaud, publié le 6 octobre 2017,  (ISBN 978-2205072648)

## Prix et récompenses
- 2017 : Prix Coup de cœur du festival Quai des Bulles de Saint-Malo